# Jomswikinger
Die Jomswikinger waren ein legendärer wikingischer Söldnerbund im Bereich der pommerschen (evtl. der heute zu Polen gehörenden) Ostseeküste. Die altnordische Jómsvíkinga saga berichtet von Aufstieg und Fall des gefürchteten Männerbundes mit strengem Reglement.
Ihr Sitz soll die Jomsburg gewesen sein, deren bis heute unbekannter Standort oft auf der Insel Wollin oder auf der Insel Usedom vermutet wird. Der Hafen der Jomsburg, die Haithabu geähnelt haben soll, konnte angeblich 300 Langschiffe aufnehmen. Der Platz gilt auch als das „Atlantis des Nordens“, wo die versunkene Stadt Vineta lag. Nach den altnordischen Quellen folgte ein Großteil der Jomswikinger dem schwedischen Thronanwärter Styrbjörn und fiel zusammen mit Styrbjörn 983 oder 986 in der Schlacht von Fýrisvellir gegen die Schweden. Gegen die Norweger verloren die Jomswikinger im Jahre 994 dann die Schlacht bei Hjørungavåg, was ihren Untergang besiegelt haben soll. Dennoch sollen Jomswikinger noch im Jahr 1000 an der Seeschlacht von Svold teilgenommen haben.
Man nimmt an, dass die Jomsvikinga-Saga größtenteils Fiktion ist. Dass der beschriebene Söldnerbund tatsächlich existiert hat, ist allerdings anzunehmen, da andere Sagas und Dokumente der Zeit darauf Bezug nehmen.
Während  der Zeit des Nationalsozialismus wurde die Saga wegen ihrer inhaltlichen Bezüge zur Männerbundtheorie sehr häufig rezipiert und übersetzt. So wurden zwischen 1934 und 1939 nicht weniger als acht Übersetzungen vom Altisländischen ins Deutsche vorgelegt.
In Anlehnung an den historisch-legendären Wikinger-Männerbund haben sich zahlreiche Living-History-Gruppen nach den Jomswikingern benannt.
Das zehnte Studioalbum der schwedischen Musikgruppe Amon Amarth trägt den Namen Jomsviking.